# Monti Suntar-Chajata
I Monti Suntar-Chajata (dallo iacuto Сунтар Хайата; russo, Сунтар-Хаята; anche traslitterati come Suntar-Hajata, Suntar-Khajata, Suntar-Khayata) sono una catena montuosa della Russia estremo-orientale, divisi fra la Repubblica Autonoma della Sacha e il Kraj di Chabarovsk.
La catena si allunga per circa 450 chilometri descrivendo un arco in direzione nordovest-sudest; raggiunge altezze ragguardevoli, dal momento che culminano ai 2.959 m del monte (gora) Mus-Chaja. A causa del clima rigidissimo (a breve distanza dal versante nordorientale si trova la celeberrima località di Ojmjakon, polo del freddo dell'emisfero nord) sono pressoché spopolati.
I monti Suntar-Chajata costituiscono un importante spartiacque, separando i fiumi che scendono al mare di Ochotsk (Ul'beja, Ochota, Kuchtuj, Inja, Tauj, Urak) da quelli che tributano al Mar Glaciale Artico, (Indigirka, Judoma, Allach-Jun', Tompo, Kulu).